# Otholobium
Otholobium es un género de plantas con flores con 51 especies perteneciente a la familia Fabaceae.

## Especies seleccionadas
- Otholobium acuminatum
- Otholobium arborescens
- Otholobium argenteum
- Otholobium bolusii
- Otholobium bowieanum
- Otholobium brachystachyum
- Otholobium bracteolatum
- Otholobium caffrum
- Otholobium candicans
- Otholobium glandulosum
- Otholobium mexicanum